# Болек
Бо́лек (каз. Бөлек) — село у складі Єнбекшиказахського району Алматинської області Казахстану. Адміністративний центр Болецького сільського округу.
Населення — 3535 осіб (2021; 4355 у 2009, 2224 у 1999, 2147 у 1989).